# 메페네신
메페네신(mephenesin, INN)은 근이완제의 하나이다. 스트리크닌 중독에 대한 해독제로 사용이 가능하다. 그러나 메페네신은 효력이 발휘하는 시간이 짧으며 뇌보다 척수에 더 큰 영향을 미친다는 주된 단점이 있어서 호흡 저하가 발생할 수 있기 때문에 매우 낮은 치료유효량을 보인다. 알콜과 기타 억제제와 함께 투여하면 특히 위험하며 잠재적으로는 치명적이다. 메페네신은 의료용으로 널리 사용된 최초의 진정제 메프로바메이트를 합성하기 위해 버나드 루드윅과 프랭크 버저가 사용하였다. 메페네신은 북아메리카에서 더 이상 이용이 불가능하지만 이탈리아와 일부 기타 국가에서 사용되고 있다.

## 같이 보기
- 구아이페네신